# Station Drzymałowo
Station Drzymałowo is een spoorwegstation in de Poolse plaats Drzymałowo.